# Wachturm (Inveraray Castle)

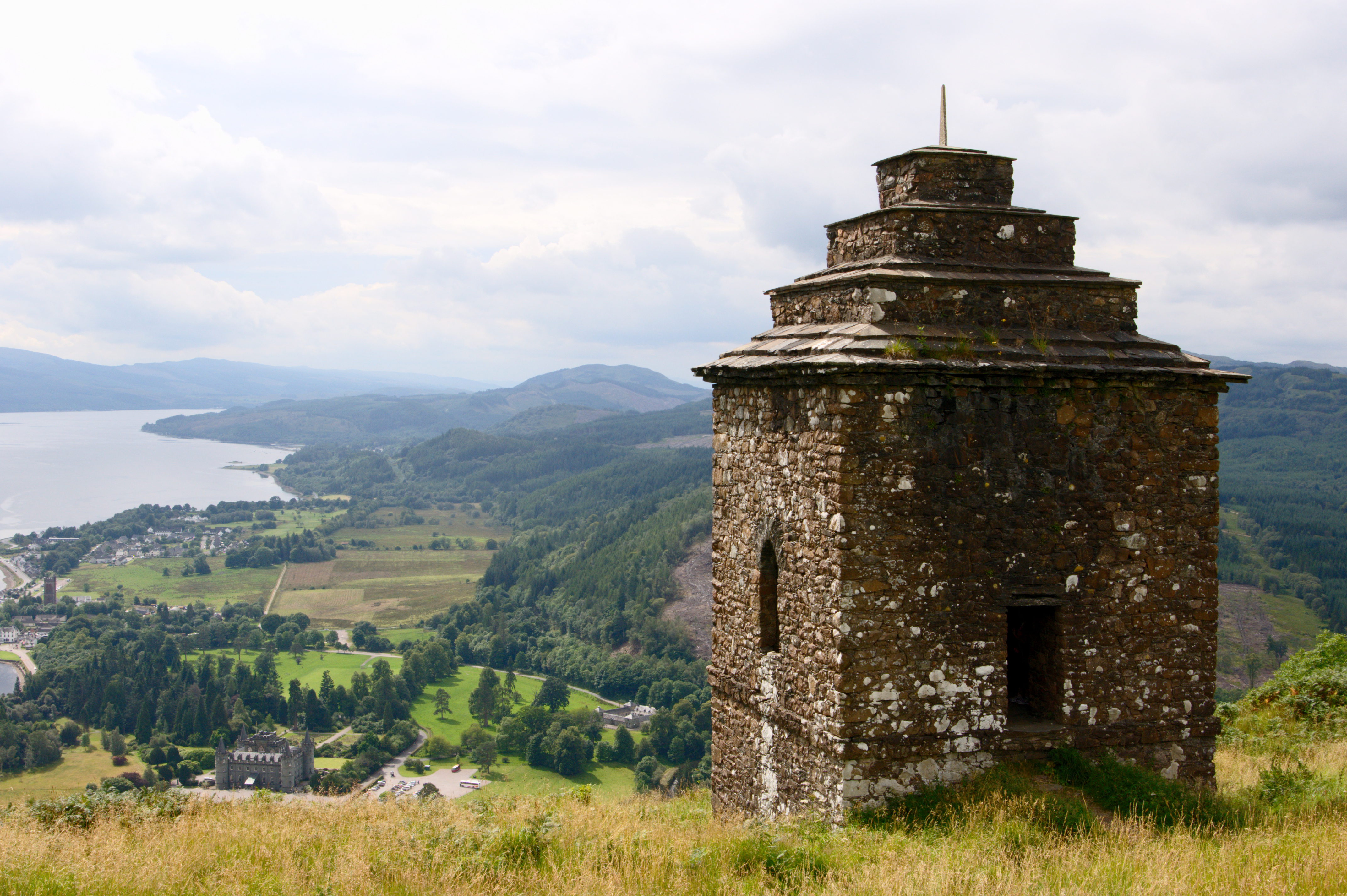
Der Wachturm oberhalb Inveraray Castle

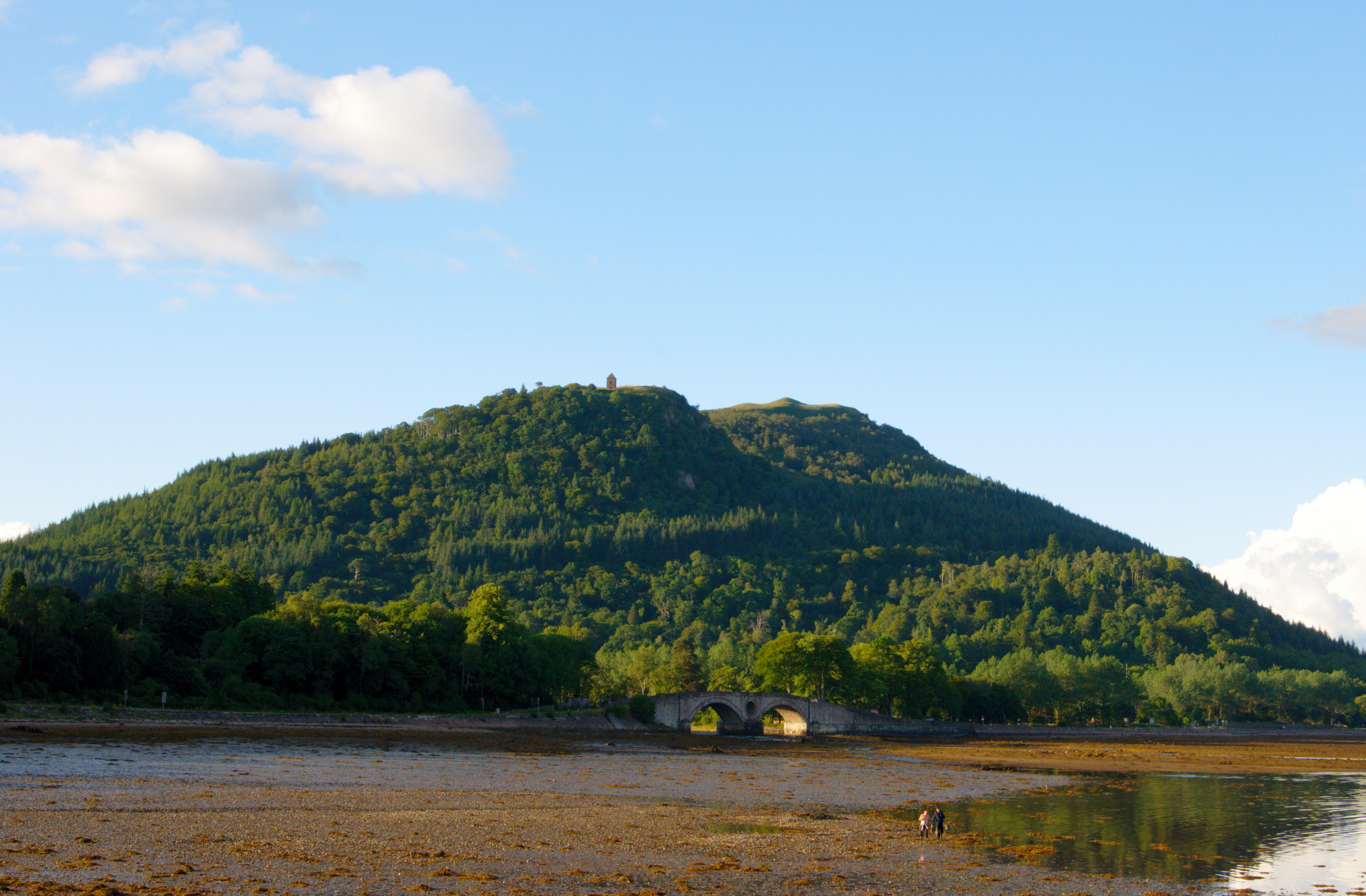
Dun na Cuaiche oberhalb der Aray Bridge, von Inveraray aus gesehen. Auf dem Gipfel der Wachtturm.

Der Wachturm von Inveraray Castle ist ein ehemaliger Wachturm nahe der schottischen Stadt Inveraray. Er befindet sich auf den Ländereien von Inveraray Castle auf der Anhöhe Dun na Cuaiche über Loch Fyne.
Der Wachturm gehörte zu jenen Gebäuden von Inveraray Castle, die der Architekt Roger Morris in den 1740er Jahren plante. Als leitender Steinmetz der 1748 fertiggestellten Bauwerks fungierte William Douglas. In den 1960er Jahren befand sich der Turm nach einem Blitzeinschlag in schlechtem Zustand. 1971 wurde er in die schottischen Denkmallisten in der höchsten Kategorie A aufgenommen.

## Wortherkunft
Der gälische Name Dun na Cuaiche bedeutet Napfberg oder Schüsselberg. Vermutlich bezieht er sich auf die schüsselförmige Vertiefung am Gipfel. Diese kann entweder bei den Grabungen für den Bau des Turms oder viel früher, in der frühen Eisenzeit, entstanden sein.

## Beschreibung des Turms
Der einstöckige Turm ist aus Bruchstein in den Hang gebaut und unterkellert. Er weist einen quadratischen Grundriss auf, besitzt eine Eingangsöffnung und mit zwei scheibenlosen Spitzbogenfenster auch neogotische Elemente. Der Turm schließt mit einer gestuften Pyramide ab. Im Innenraum sind Steinböden vorzufinden.

## Wegbeschreibung
Vom Parkplatz des Schlosses führt ein 2,5 km langer Wanderpfad hinauf auf den Gipfel des Dun na Cuaiche und zum Wachturm. Man folgt den blauen Markierungen entlang der Straße. Diese zieht sich zunächst ein Stück zwischen Buchenhecken. Rechterhand sieht man eine Libanon-Zeder mit seitlich ausladenden Ästen. Es wird angenommen, dass der Baum anlässlich des Besuchs von Königin Victoria im Jahre 1875 gepflanzt wurde. Linkerhand passiert man ein Denkmal von 1754. Es stand zunächst im Garten bei der Filiale der Bank of Scotland in Inveraray und erinniert an die Hinrichtung von 17 Mitgliedern des Clan Campbell durch John Stewart, 1. Earl of Atholl.
Über die Garden Bridge überquert die Straße den Aray. Danach zweigt der Weg rechterhand als Waldpfad ab in ein altes Pinetum, einen Koniferenhain. Schottland kennt nur drei einheimische Koniferen: die Waldkiefer, die Eibe und den Wacholder. Englische Landbesitzer im 18. und 19. Jahrhundert waren fasziniert von der Vielfalt von Koniferen auf der ganzen Welt and pflanzten solche Haine auf ihrem Besitz an.
Nach einigen Minuten Anstieg erreicht man die Ruinen einer Kalkbrennerei. Man nimmt an, dass sie bis etwa 1912 in Betrieb war. Die Schlossverwaltung bittet, die Ruinen nicht zu betreten.
Etwas oberhalb davon mündet der Pfad in einen Wirtschaftsweg, der entlang der westlichen, dem Loch Fyne abgewandten Flanke den Berg hinauf zum Gipfel auf 348 Metern Höhe führt.

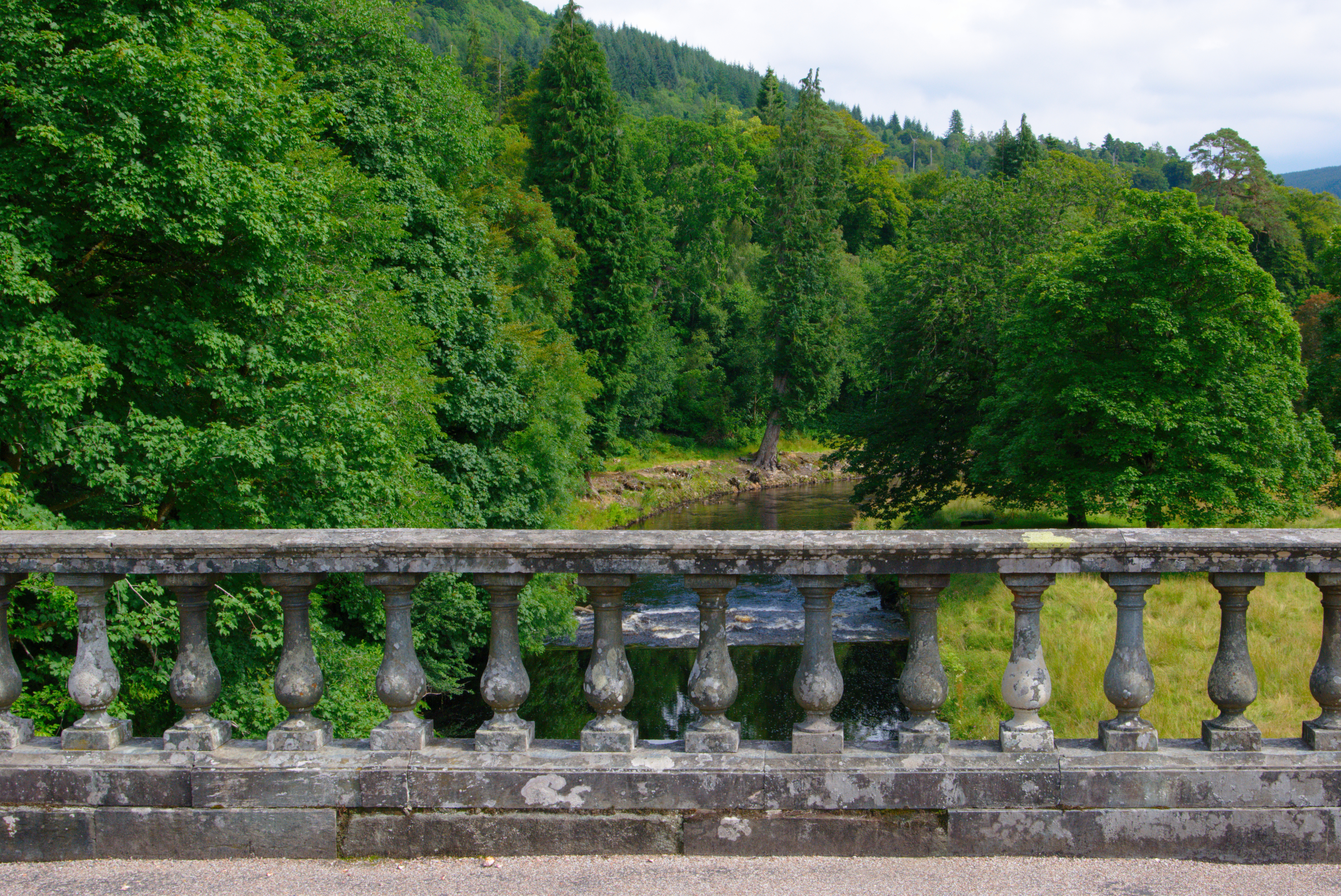
Garden Bridge
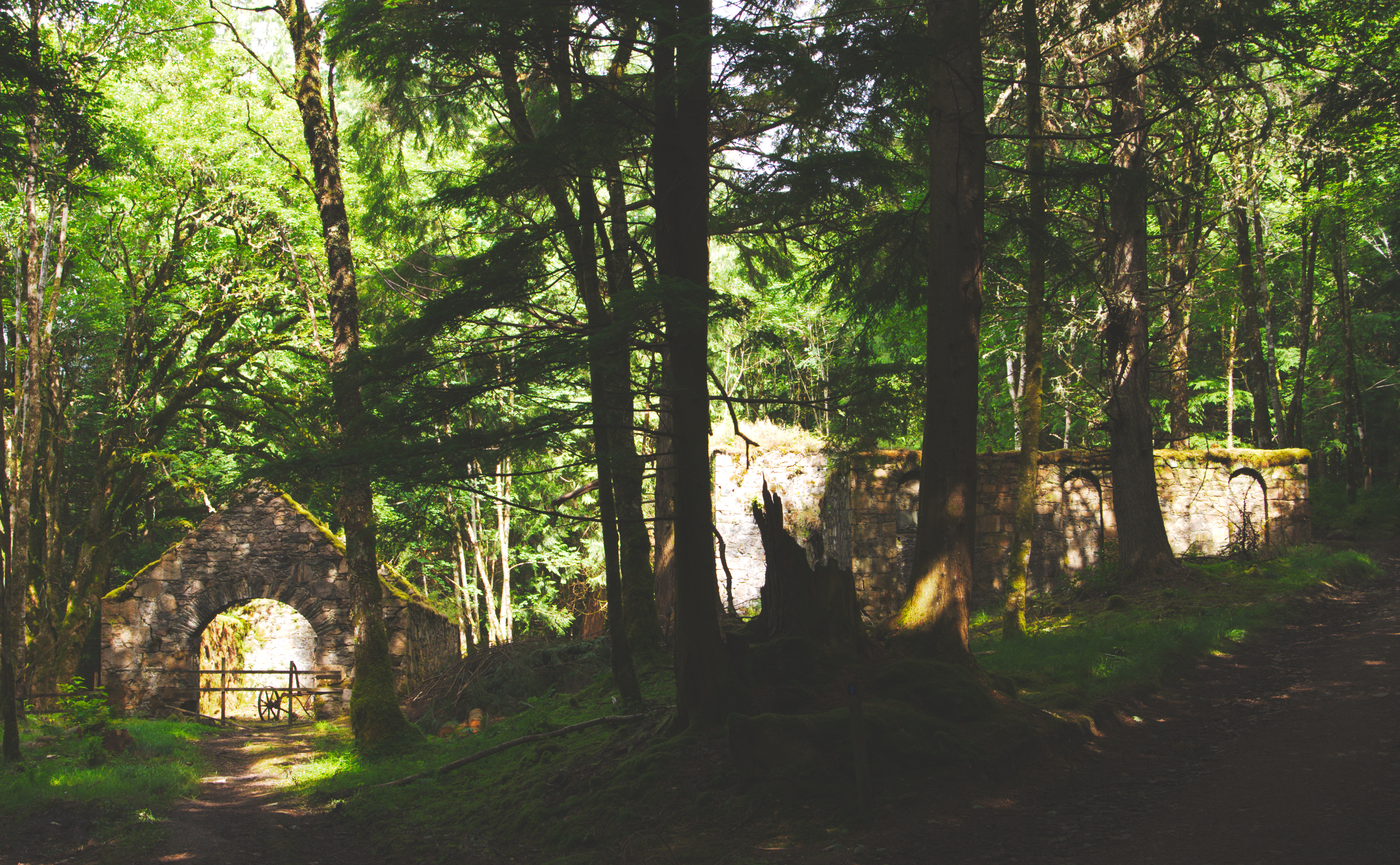
Alte Kalkbrennerei
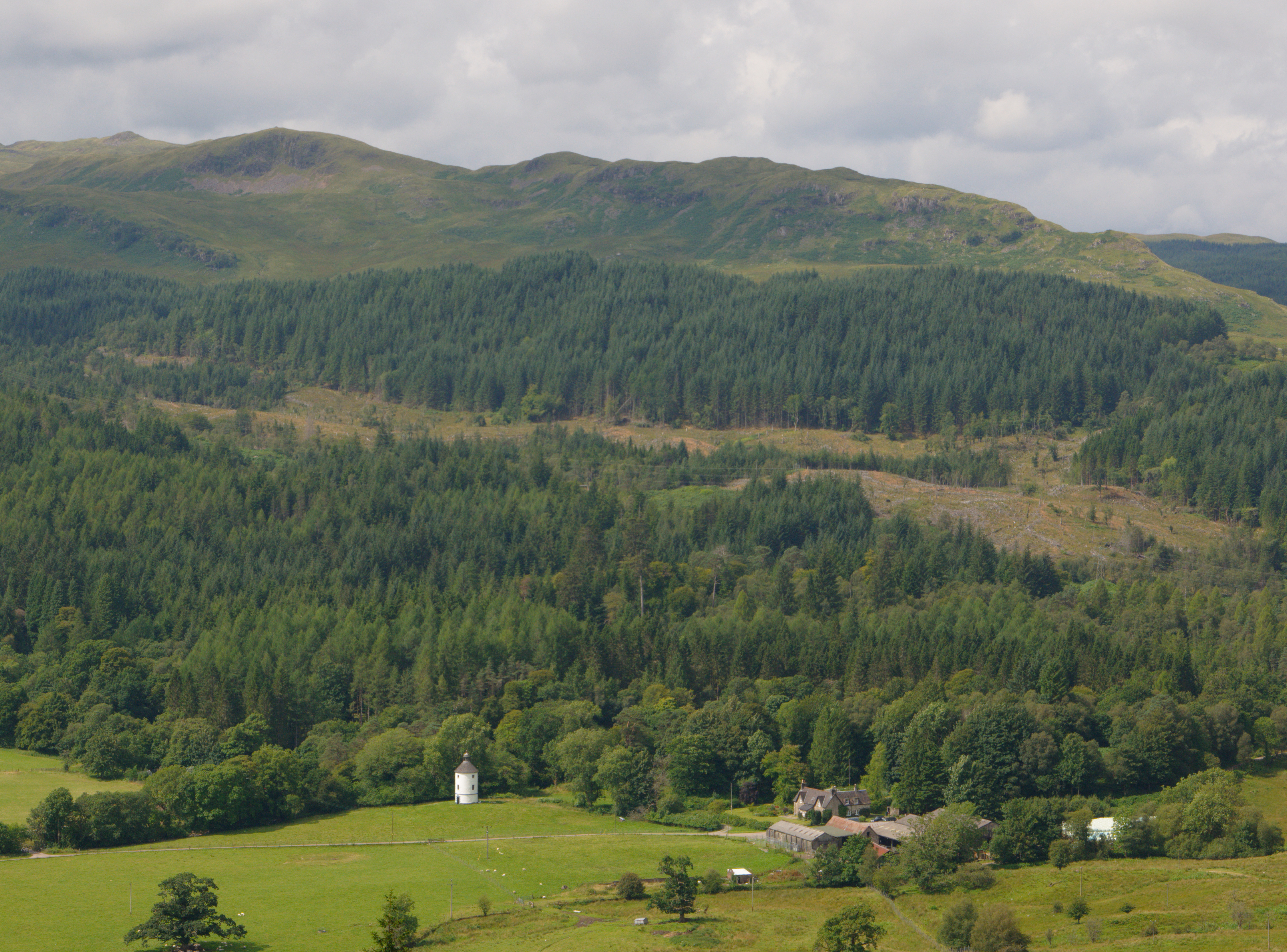
Blick vom Anstieg Richtung Westen
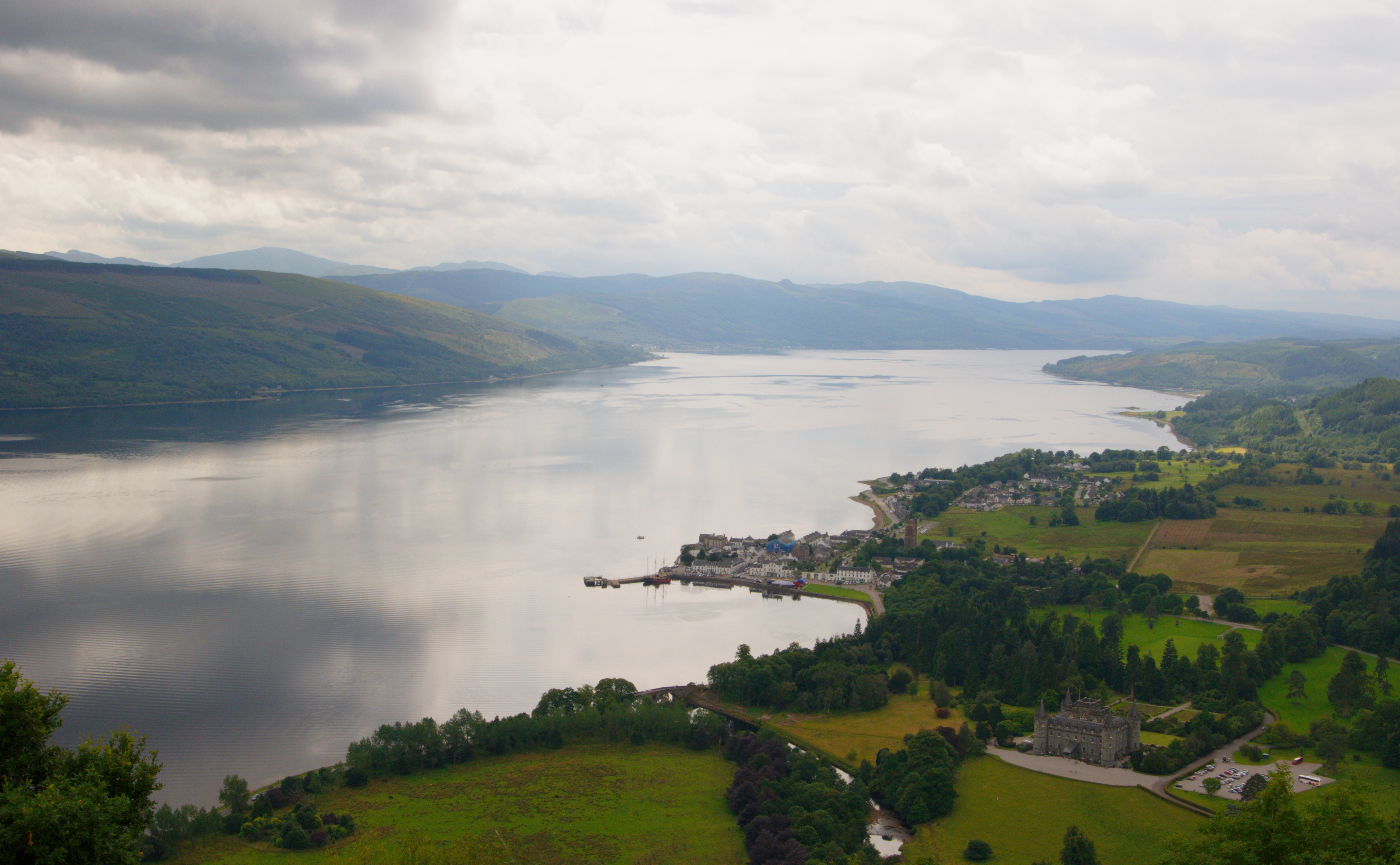
Blick vom Gipfel über Loch Fyne und Inveraray